# 尼法 (犹他州)
尼法（英語：Nephi，/ˈniːfaɪ/）是美国犹他州贾布县下属的一座城市，也是賈布縣的縣治。建市于1851年，面积大约为4.58平方英里（11.9平方公里），海拔约为5,128英尺（1,563米）。根据2010年美国人口普查，该市有人口5,389人。